# Thismia ophiuris
Thismia ophiuris är en enhjärtbladig växtart som beskrevs av Odoardo Beccari. Thismia ophiuris ingår i släktet Thismia och familjen Burmanniaceae. Inga underarter finns listade i Catalogue of Life.